# Stefano Quadrio

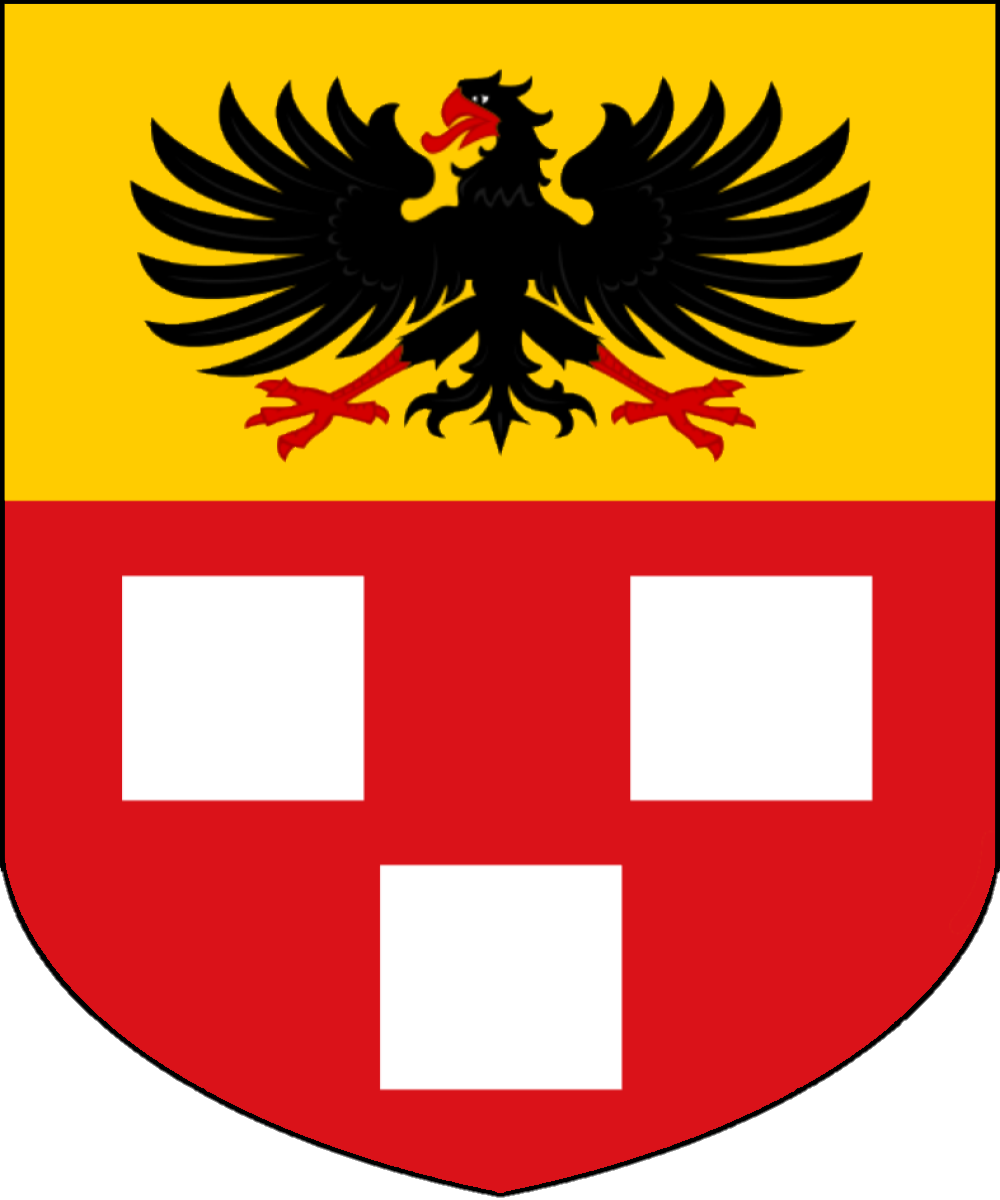
Stemma araldico della famiglia Quadrio.

Stefano Quadrio, noto anche come Stefano Quadrio da Ponte o Stefanolo Quadrio (Chiuro, 1376 – 1438), è stato un condottiero italiano, fedele ai Visconti di Milano e vincitore della battaglia di Delebio del 18-19 novembre 1432 contro le truppe della Repubblica di Venezia.

## Biografia
Stefano Quadrio, figlio di Gaudenzio Quadrio de Ponte, figlio di Princivalle detto Zallio e originario di Ponte in Valtellina, nacque a Chiuro intorno al 1376 da una famiglia di tradizione ghibellina. Sposò Teresa del Grumello, appartenente ad un'importante famiglia ghibellina del bergamasco. Ebbe numerosi figli tra cui Gaudenzio detto Zuffardo, Francesco che fu dottore in legge, Antoniolo, Pietro e Giovanni da cui discese il patriota risorgimentale Maurizio Quadrio.

### La battaglia di Delebio (18-19 novembre 1432)

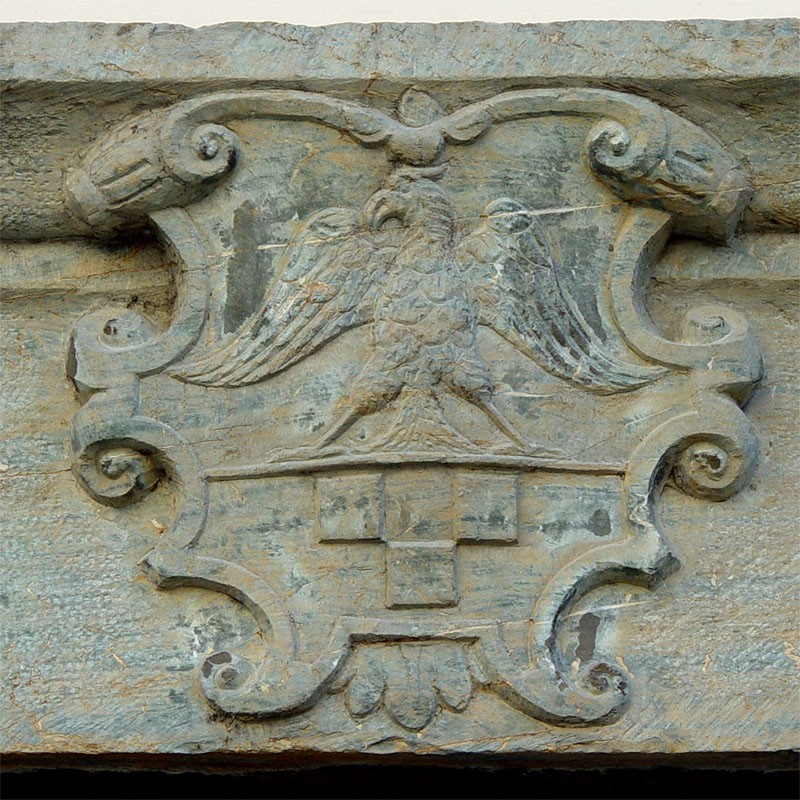
Stemma della famiglia Quadrio con aquila imperiale ad indicare la fede ghibellina.

La tradizione assegna un importante ruolo a Stefano Quadrio nella Battaglia di Delebio del 1432. Una battaglia che vede Filippo Maria Visconti, duca di Milano, e la Repubblica Veneta contrapposti in seguito all'occupazione da parte dei veneziani, appoggiati dalle truppe del glorioso Conte di Carmagnola, di Brescia e della Val Camonica. Le truppe veneziane erano comandate dal provveditore Giorgio Corner, che aveva lasciato i Milanesi per mettersi al soldo della "Serenissima", e che aveva invaso la Valtellina nel 1431 entrando dalla Val Camonica e passando per il valico dell'Aprica. La repubblica di San Marco aspirava oltre che a rendere più sicuro il confine settentrionale, ad assicurarsi un passaggio alpino attraverso la Valtellina per i suoi traffici commerciali verso il Nord.
Il 18 novembre 1432 l'esercito dei Visconti comandato dal capitano di ventura Niccolò Piccinino attraversa l'Adda vicino a Sorico cogliendo di sorpresa il presidio di un campo trincerato veneziano. L'esercito ducale viene respinto dai veneziani ma nella notte seguente il Piccinino prepara l'assalto facendo colmare il fossato che protegge il campo avversario di Delebio. La mattina del 19 novembre 1432 è battaglia: i milanesi attaccano i veneziani da Ovest, mentre le truppe dei Ghibellini valtellinesi guidati dallo stesso Stefano Quadrio, attaccano da Est. I veneziani, vengono definitivamente sbaragliati.

### La vita da castellano

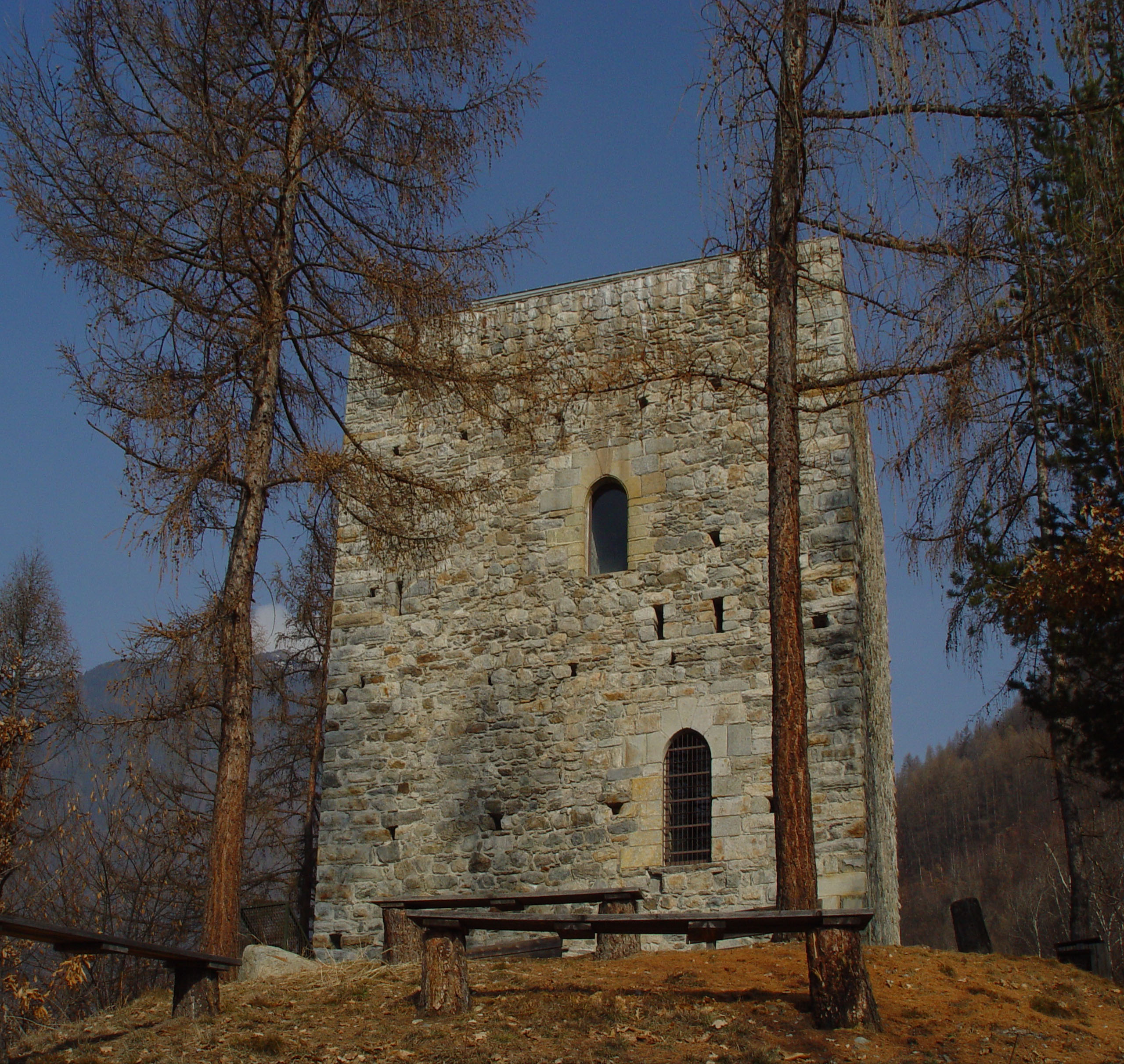
La torre di Castionetto, appartenuta a Stefano Quadrio

Di Stefano Quadrio si dice fosse un uomo d'arme e un abile uomo d'affari: dominus et vir, egregius et spectabilis miles. Documenti certi ne testimoniano l'importanza come operatore economico. Stefano, rimasto orfano nel 1387, continua le attività già avviate dal padre: è proprietario fondiario, commerciante di vino, di ferro, di cereali, di stoffe, prestatore di denaro a mutuo e anche proprietario di bestiame affittato attraverso patti di soccida.
La fedeltà alla famiglia Visconti prima, e i meriti conquistati in battaglia poi, valgono a Stefano Quadrio la stima del duca e dell'intera corte di Milano. Infatti gli vengono conferiti importanti cariche come quella di governatore di Piacenza che Stefano ricopre con impegno e perizia accattivandosi la stima e benevolenza del popolo piacentino.
Forte dell'appoggio visconteo, nel 1432 Stefano dà sfogo alla propria indole sanguinaria assassinando i sette fratelli Lazzaroni, signori Guelfi di Teglio, partigiani di Venezia contro i Visconti mettendo a ferro e fuoco il locale castello. Secondo alcune testimonianze, Stefano Quadrio si guadagna in questo modo la riconoscenza degli abitanti del paese, stanchi delle angherie dei loro capitani. La memoria di questo evento storico sopravvive ancora oggi in quel di Teglio: il prato ai piedi di quello che fu un tempo il Castello viene chiamato ancora oggi prà de resa.
Secondo la tradizione Filippo Maria Visconti per ringraziarlo dei preziosi servigi offerti nella battaglia di Delebio, fa edificare e gli dona il palazzo fortificato che ancora sorge nel centro di Chiuro e si affaccia sulla piazza che oggi porta il suo nome. A testimonianza del carattere militare del castello e delle fortificazioni esistenti, l'edificio conserva un moncone di torre all'imbocco dell'omonima via e una bella caditoia a cappa.
Stefano abitò la casa paterna in contrada Gera, a Chiuro, sino al 1391 per poi trasferirsi con i figli sul lato orobico della valle, a Sazzo, attualmente frazione del comune di Ponte in Valtellina. Nel piccolo centro abitato all'epoca pare vi fosse un castello o semplicemente un edificio fortificato di proprietà della famiglia Quadrio. Secondo un documento del 4 aprile 1401, Gian Galeazzo Visconti assegna a Stefano il castello di Sazzo con annesso oratorio con tutti i beni ad esso pertinenti.
Nell'ottobre 1405 Stefano accolse nel castello di Sazzo Benigno di Nicola de Medici, futuro Beato Benigno de'Medici (1372 - 1472) detto San Bello, che tornava dalla Francia attraverso i Grigioni e Bormio con il fratello Luigi gravemente ammalato. Il 9 ottobre 1405 Luigi morì e fu sepolto nella cappella del castello.
A conferma dei buoni rapporti intercorsi tra i Quadrio e gli abitanti di Sazzo, Albareda e Briotti, alcuni documenti attestano nel 1436 la donazione alla locale comunità, da parte dello stesso Stefano, della chiesa, a quel tempo dedicata a San Michele, dal 1664 santuario dedicato a San Luigi Gonzaga.
Viene considerata come appartenuta a Stefano Quadrio anche la massiccia torre che sorge a Chiuro in contrada Castionetto affacciandosi sulla Valtellina e che costituiva un punto di osservazione preferenziale. Considerate la solidità della struttura, con muri che alla base raggiungono i 2,5 m di larghezza, la torre aveva certamente un ruolo non solo di avvistamento ma anche difensivo.